# Бенішор (комуна)
Бенішор (рум. Bănișor) — комуна у повіті Селаж в Румунії. До складу комуни входять такі села (дані про населення за 2002 рік):
- Бан (548 осіб)
- Бенішор (776 осіб) — адміністративний центр комуни
- Печею (1095 осіб)

Комуна розташована на відстані 389 км на північний захід від Бухареста, 18 км на південний захід від Залеу, 68 км на північний захід від Клуж-Напоки.

## Населення
За даними перепису населення 2002 року у комуні проживали 2419 осіб.
Національний склад населення комуни:
| Національність | Кількість осіб | Відсоток |
| -------------- | -------------- | -------- |
| румуни         | 2414           | 99,8%    |
| угорці         | 5              | 0,2%     |

Рідною мовою назвали:
| Мова      | Кількість осіб | Відсоток |
| --------- | -------------- | -------- |
| румунська | 2414           | 99,8%    |
| угорська  | 5              | 0,2%     |

Склад населення комуни за віросповіданням:
| Релігія            | Кількість осіб | Відсоток |
| ------------------ | -------------- | -------- |
| православні        | 2036           | 84,2%    |
| баптисти           | 226            | 9,3%     |
| греко-католики     | 88             | 3,6%     |
| п'ятдесятники      | 7              | 0,3%     |
| не релігійні       | 4              | 0,2%     |
| реформати          | 3              | 0,1%     |
| не вказали релігію | 1              | < 0,1%   |